# Energy Time Curve

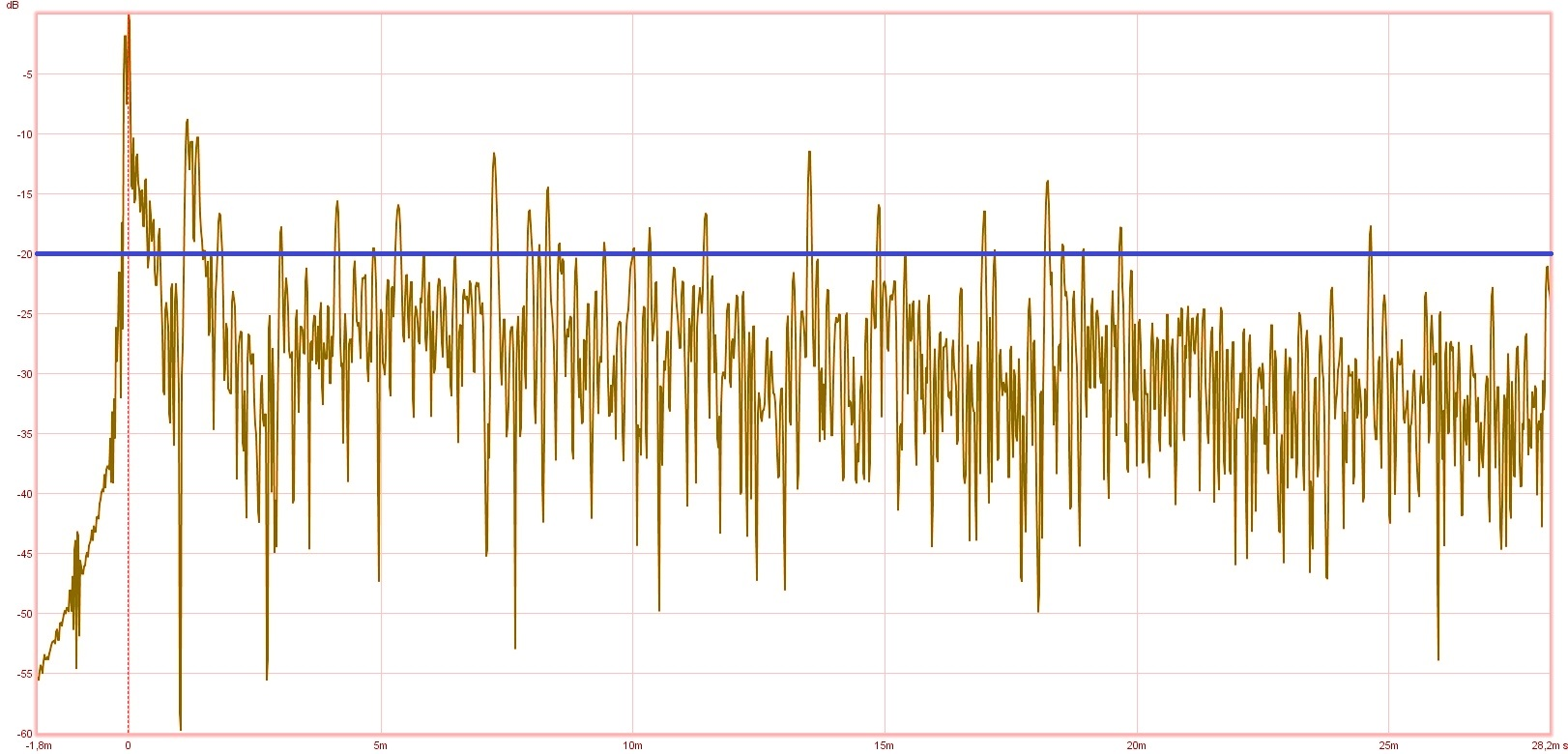
Das Diagramm zeigt eine typische Energy Time Curve (ETC) in einem akustisch nicht optimierten Raum.

Die Energy Time Curve (auch als Envelope bezeichnet), abgekürzt mit ETC, wird in der Raumakustik zur Bewertung des Verhältnisses zwischen Direktschall und Diffusschall verwendet.
Zur Messung der ETC wird der Schalldruckpegel (in dB) über der Zeit (in ms) aufgetragen. Dabei ergibt sich eine Kurve, welche den Nachhall eines Impulses an der Messposition über der Zeit darstellt.
Die höchsten Hochpunkte der entstehenden Kurve entsprechen dabei den größten Schalldruckpegeln und somit jeweils einer starken frühen Reflexion. Anhand der Zeit, bei der ein bestimmter Hochpunkt auftritt, kann die Laufzeitdifferenz dieses reflektierten Signals gegenüber dem Ausgangssignal berechnet werden. Das ermöglicht die Identifikation der Quelle für die Reflexion. Durch diese Vorgehensweise können alle Quellen starker früher Reflexionen ermittelt werden.
In Räumen, welche für die Lautsprecherwiedergabe genutzt werden, sollte die Amplitude der Reflexionssignale gegenüber dem Ausgangssignal als Faustregel um mindestens 20 dB (entspricht der blauen Linie im nebenstehenden Diagramm) geringer ausfallen. Damit kann gewährleistet werden, dass die auftretenden Reflexionen das Klangbild nicht negativ beeinflussen. Dies kann mit der Bedämpfung der ermittelten Reflexionsquellen erreicht werden. Wichtig ist dabei allerdings, dass nicht nur das Breitbandsignal betrachtet wird, sondern das Verhalten in einzelnen Bandbereichen.